# Jens Jørgen Thorsen
Enna Jens Jørgen Thorsen', född, 2 februari 1932 i Holstebro, Danmark, död 15 november 2000 i Våxtorp, Laholms kommun, Hallands län, Sverige, var en dansk-svensk multikonstnär, målare, grafiker och konstskriftställare.
Han är mest känd för sina planer om en Jesusfilm på 1970-talet med arbetstiteln The Love affairs of Jesus Christ, som väckte stor internationell uppmärksamhet och anklagelser om blasfemi och flera dödshot. Det danska filminstitutet drog tillbaka sitt finansiella stöd till filmen i samband med uppmärksamheten.

## Biografi
Jens Jørgen Thorsen var son till läkaren Svend Børge Thorsen och Grethe Hogaard Andersen och gift med keramikern Mette Aarre. Thorsen började studera arkitektur vid Det Kongelige Danske Kunstakademi 1952 samtidigt bedrev han sporadiska studier i konsthistoria vid Köpenhamns universitet 1952–1958. Under 1950- och 1960-talen genomförde han ett stort antal studieresor i Europa för att studera äldre och modern konst på museum och gallerier. Thorsen har en nära anknytning till Situationistgruppen och deltog flera gånger i gruppens arbetsgemenskap på Jørgen Nashs gård i Skåne innan han bosatte sig i Halland. Sedan slutet av 1940-talet har han medverkat i en rad samlingsutställningar i Köpenhamn, Århus och andra danska städer samt i internationella utställningar i Paris och Berlin samt grupputställningar i Göteborg, Malmö, Lund och Uppsala. Tillsammans med Jørgen Nash och Hardy Strid ställde han ut i Rotterdam 1964.
Som konstnär använde Thorsen ofta provokationen som medel. Tillsammans med sin kollega Jørgen Nash utförde han från 1962 och framåt många situationistiska aktioner bland annat i danska Folketinget (riksdagen), Danska akademin, och Det Kongelige Teater (Kungliga teatern i Köpenhamn). Thorsen var också en målare som bland annat målade vilda och informella tavlor  och offentliga plank , med hjälp av både pensel, händer och penis . Som konstnär verkade han snarast för en samhällsomskapande konst, och hans verksamhet kan karakteriseras av begreppet Homo ludens ("den lekande människan"), ett begrepp som inspirerade honom mycket.
Som konsthistoriker fick Thorsen stort erkännande i den danska offentligheten för sina stora kunskaper genom en rad konstfrågeprogram i dansk TV. Som konstskriftställare skrev han recensioner i Ekstrabladet, Hvedekornet och Paletten samt utgav några konstböcker bland annat den hyllade boken Modernisme i dansk kunst 1965. Förutom en annan Jesus-film med den danska titeln Jesus vender tilbage, gjorde Thorsen bland annat Stille dagar i Clichy och dokumentärfilmerna Et år med Henry och Lys (ljus). Thorsen är representerad vid Statens museum for Kunst i Köpenhamn.